# Kuna Yala
Kuna Yala – region autonomiczny (comarca) w północnowschodniej części Panamy zamieszkany przez Indian Kuna. Powierzchnia: 2340,7 km². Ludność: 45 236 mieszkańców (2018, szacowana). Stolicą jest miasto El Porvenir położone na wyspie o tej samej nazwie.

## Geografia
W skład regionu wchodzi 365 wysp archipelagu San Blas  oraz wąski pas wybrzeża Morza Karaibskiego o długości 373 kilometrów. Od wschodu graniczy z Kolumbią, od południa z regionem autonomicznym Emberá-Wounaan, prowincją Darién i prowincją Panama, od zachodu z prowincją Colón. Klimat tropikalny. 

## Etymologia
Nazwa „Kuna Yala”. w języku Kuna znaczy „ziemia Kuna”. Poprzednia nazwa regionu to „San Blas”.

## Gospodarka
Głównymi gałęziami gospodarki są turystyka, rolnictwo, rybołówstwo i produkcja pamiątek. Najsłynniejszym lokalnym produktem są tkaniny mola. 
Ważnym źródłem dochodów są także transfery pieniężne od mieszkańców pracujących w Panamie i Colón. Wskaźnik rozwoju społecznego HDI: 0,490 (niski)

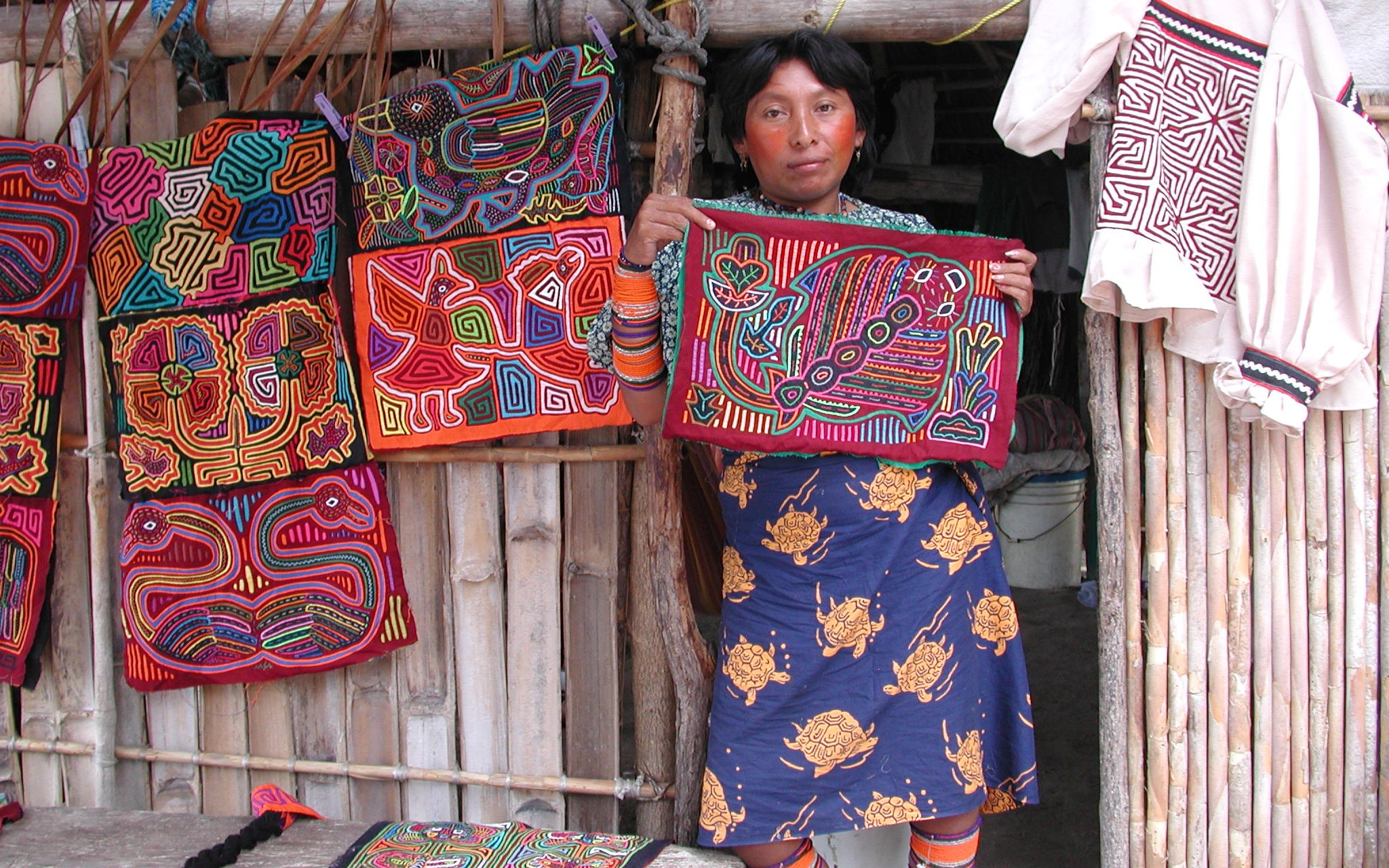
Indianka Kuna sprzedająca tkaniny mola na Archipelagu San Blas

## Historia
Polityczna historia Kuna Yala rozpoczęła się od buntu ludu Kuna w 1925 roku, któremu przewodził wódz i szaman Nele Kantule. Wówczas Kunowie przyjęli jako swój symbol flagę ze swastyką, która była w ich kulturze znanym symbolem. W wyniku nacisków przywódców ludu Kuna, autonomia Kuna Yala została uznana przez Panamę w 1930 roku.